# 神奈川県道73号小田原停車場線

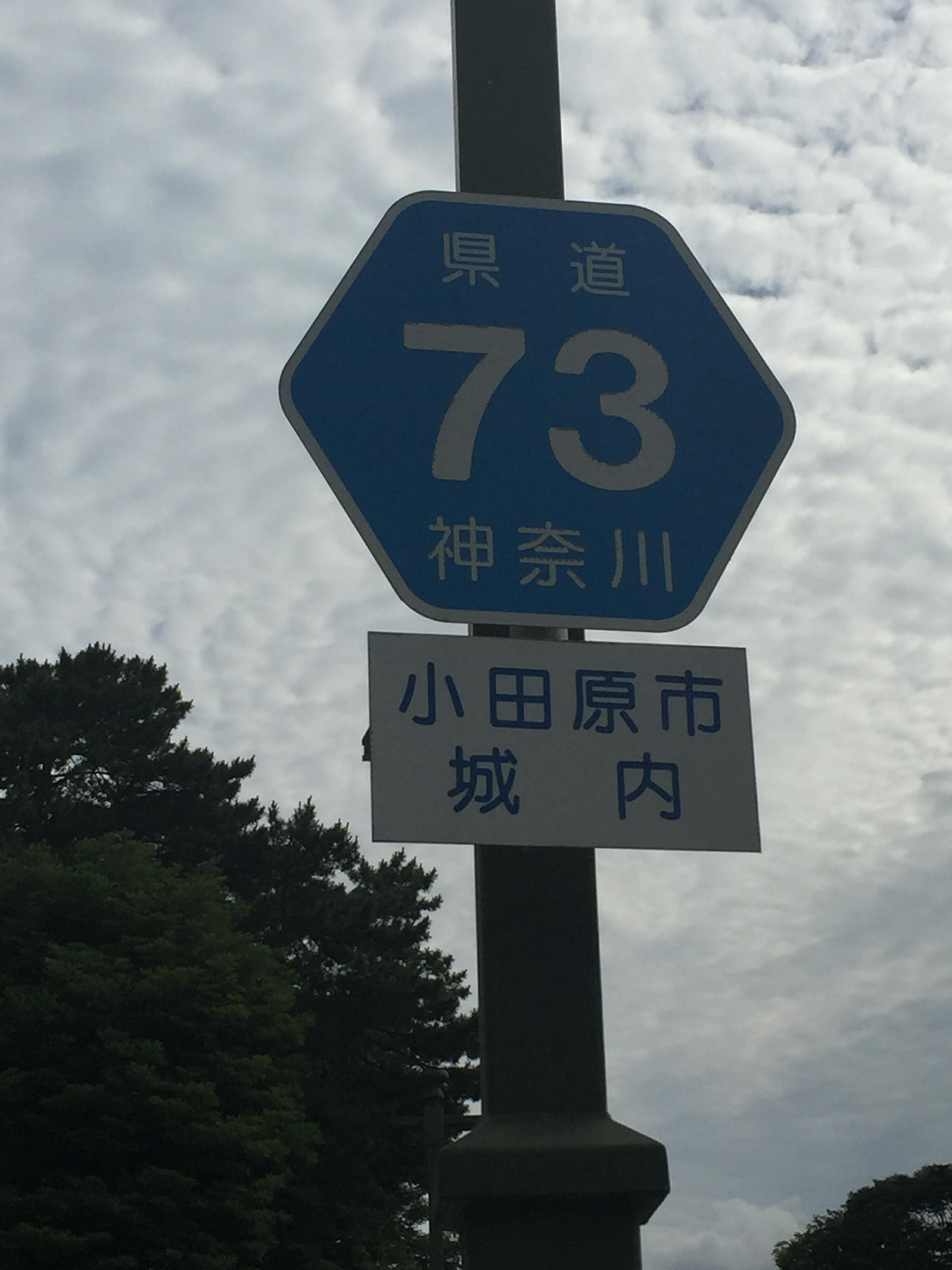
県道番号標示（小田原市城内）

神奈川県道73号小田原停車場線（かながわけんどう73ごう おだわらていしゃじょうせん）は、神奈川県小田原市内を通る県道（主要地方道）である。

## 概要
- 総延長：1.3km（Google マップ）
- 起点：小田原市城山 小田原駅西口交差点および西口ロータリー
- 終点：小田原市城山・南町 早川口交差点（国道1号・国道135号交点）

## 路線状況

### 重複区間
- 神奈川県道74号小田原山北線（城山中学校入口交差点 - 青橋東側交差点）

## 地理

### 通過する自治体
- 神奈川県
  - 小田原市

### 経路および交差・接続する道路・鉄道
- 神奈川県小田原市
  - 小田原駅西口交差点
  - 城山中学校入口交差点（神奈川県道74号小田原山北線）
  - 立体交差（東海道新幹線）
  - 青橋（小田急箱根鉄道線・東海道本線）
  - 青橋東側交差点（神奈川県道74号小田原山北線終点）
  - 城山トンネル（命名権を国際学園が取得、2010年4月1日より「星槎城山トンネル」の愛称が付けられた。トンネルへの命名権は全国初）
  - 早川口交差点（国道1号・国道135号）

### 周辺
- 小田原駅
- 小田原市立城山中学校
- 国際医療福祉大学神奈川県小田原キャンパス
- 旭丘高等学校
- 小田原城址公園